# يارون بين-دوف
يارون بين-دوف (بالعبرية: ירון בן דב‏) هو لاعب كرة قدم إسرائيلي في مركز الدفاع، ولد في 11 يناير 1970 في إسرائيل، وتوفي في 6 يناير 2017 بسبب مرض. شارك مع منتخب إسرائيل لكرة القدم. أما مع النوادي، فقد لعب مع مكابي نتانيا وهابوعيل تل أبيب.

## وصلات خارجية
- يارون بين-دوف على موقع قاعدة بيانات كرة القدم.إي يو (الإنجليزية)
- يارون بين-دوف على موقع ناشيونال فوتبول تيمز (الإنجليزية)